# Harmancık Akalan, Harmancık
Harmancık Akalan là một xã thuộc huyện Harmancık, tỉnh Bursa, Thổ Nhĩ Kỳ. Dân số thời điểm năm 2011 là 278 người.